# الاسترقاق في المدارس الداخلية

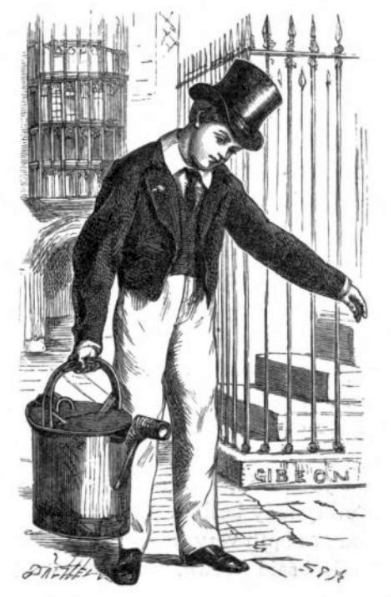
A junior at Eton fagging, illustration by S. P. Hall in C. F. Johnstone's Recollections of Eton (1870)

الاسترقاق هي ممارسات شائعة في المدارس البريطانية والعديد من المدارس الداخلية الأخرى، والذي بموجبه يقضي بأن يعمل التلاميذ الأصغر سناً كخدم للفتيان الأكبر سناً. على الرغم من أنه ربما كان منشؤه سابقاً ,ظهرت أول قضيه استرقاق في أواخر القرن السبعين. ويشمل الاسترقاق في بعض الأحيان الإيذاء البدني و/أو الأعتداء الجنسي . وعلى الرغم من أن هذا الظاهرة قد تضائلت بين التلاميذ على مر القرون، فقد استمرت في بعض المؤسسات حتى العقود الأخيرة من القرن العشرين .

## تاريخ الاسترقاق
وقد نشأ الاسترقاق كبنية للحفاظ على النظام في المدارس الداخلية، عندما كانت سلطة المدرّسين محدودة فقط على مستوى الغرفة الصفية . عرّف توماس أرنولد,مدير لعبة الرجبي من عام 1828 إلى عام 1841 الاسترقاق بأنه القوة التي تعطى من قبل سلطات المدرسة إلى الصف السادس ليمارسوه على التلاميذ الأصغر. لقد كان الاسترقاق نظاماً راسخاً في سانت بول وإيتون ووينشستر في القرن الساس عشر .
وفي عام 1816,انتقد جورج لويس هذه الممارسة في مجلة أدنبرة بوصفها " المؤسسة الوحيدة المنظمة لعمل السخرة والتي تفرض بواسطة القوة الوحشية الموجودة في هذه الجزر " واحتج المدافعون عن النظام بأنه يعد الفتيان لمناصب السلطة في المستقبل.
يحمل الاسترقاق معه حقوق محددة جدا وواجبات على كلا الجانبين . يلقّب الكبير أحيانا بأنه رئيس المسترقين، وهو نصير المسترقين تحت أمرته وحاميهم والمسؤول عن سعادتهم وقيادتهم بشكل جيد. وفي حالة وجود أي مشكلة خارج الفصل، مثل التنمر أو الظلم كان يلجأ الصغار إليه وليس لرئيس السكن، ما عدا الحالات الخطرة، جميع الحالات كان يتم التعامل معها من قبل رئيس المسترقين وعلى مسؤوليته الخاصة .
تتباين المهام التي يتولاها المسترقون والوقت المستغرق ومعاملتهم بشكل عام. ولكل مدرسة تقاليدها الخاصة .وحتى حوالي عام 1900 كانت مهام المسترقين تتضمن أعمال متواضعة مثل دهن الأحذية، تنظيف الملابس وأعداد الفطور، ولم يكن هنالك حد للساعات. لاحقاً, أنحصرت مهام المسترق على مهام خفيفة مثل أحضار الشاي والسجائر  لرئيس المسترقين. في العديد من المدارس، يتوقع رؤساء المسترقين من الدرسة مكافأت المسترقين نهاية الفصل على جهودهم المبذولة بمنحهم مبلغ مالي .
تتحدث بريطانيا 1911 بالتفصيل عن تطور الدور الذي لعبته في إيتون. وبموجب قوانين المدرسة، قد يتعرض المسترقون إلى أنواع قاسية من التأديب والعقاب البدني، عندما كانت هذه ممارسات أساسية.
في عام 2017, وصف الممثل سيمون وليامز كيف أنه كتلميذ جديد في مدرسة هارو في عام 1959, اضطر إلى ممارسة الجنس مع الوالي الذي يكبره بأربع سنوات، مع مهام مثل تلميع حذائه، وترتيب فراشه وتقديم الشاي وحتى تسخين مقعد المرحاض له .
وفي عام 1930, عند التحقيق لوفاة تلميذ يبلغ من العمر 14 عاماً من مدرسة سدرغ ,تبيَن أنه بدل أن يعود إلى هناك بعد عطلته، أنهى حياته لأنه كره نظام المسترقين .وأصدرت هيئة المحلفين حكماً بالانتحار وأوصت بإلغاء نظام الاسترقاق في المدارس العامة .
ففي أواخر القرن العشرين انقطع استخدام هذا الأسلوب في المدارس العامة البريطانية، مع تغير المواقف إزاء التعليم الداخلي ونماء الطفل.
وعلى الرغم من تردد الفتيان الذين قضو مدة عقوبتهم ويتوقع أن يتمتعوا بفوائد النظام، فبين الستينيات والثمانينات، أصبحت الواجبات في البداية أقل مشقة ثم ألغي النظام في معظم المدارس العامة الرئيسية. ويعتقد أن هذه الممارسة في اختفت مع الزمن في بريطانيا العظمى .
وهناك تاريخ للمسترقين في مدارس في المستعمرات البريطانية السابقة مثل الهند وجنوب افريقيا حيث يستمر الاسترقاق بشكل محدود في بعض المدارس .

## العنف الجنسي
يرتبط أحيانا الاسترقاق بالعنف الجنسي ,كتب أحد المؤلفين عن تاريخ مدرسة هارو، معلناً أنه في بعض المواقف، يشجع الاسترقاق أن يخفي النشاطات الجنسية بين الأولاد، وكذلك في مدرسة هارو,بدأ الاسترقاق بالانخفاض في نفس الوقت الذي تم فيه القضاء على المثلية الجنسية كجزء مقبول في المدارس الداخلية. وظل الاسترقاق جزءاً من الحياة الدراسية الرسمية هناك حتى التسعينات .